# Ordine segreto del III Reich
Ordine segreto del III Reich (Nachts, wenn der Teufel kam) è un film di Robert Siodmak del 1957. Fu candidato al Premio Oscar al miglior film straniero.

## Trama
Amburgo, 1944. Alcune donne vengono brutalmente assassinate: la polizia arresta un uomo che però in breve si rivela innocente. L'ispettore Kerstein continua le sue indagini ma subisce le pressioni delle autorità naziste, che preferiscono non rivelare il loro fallimento e far credere alla cittadinanza che i loro metodi siano a prova di errore.